# قانون الرعاية الصحية الأمريكي

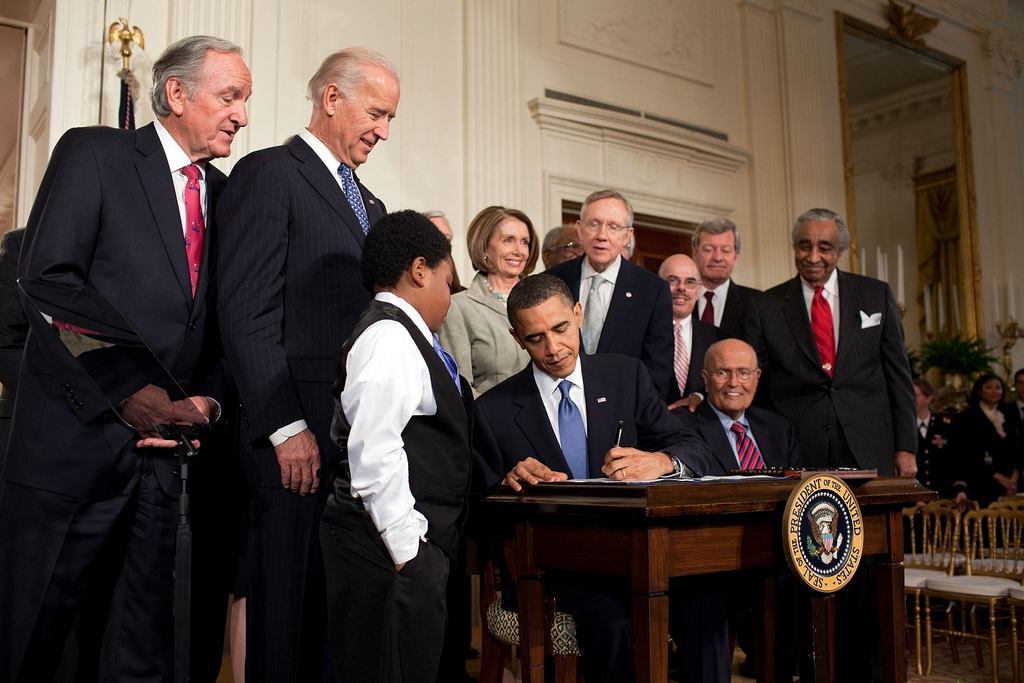
الرئيس أوباما لحظة توقيعه على القانون

قانون الرعاية الصحية الأمريكي ويعرف باسم أوباما كير (بالإنجليزية: Obamacare)‏ قانون فيدرالي في الولايات المتحدة، سنّه الكونغرس الأمريكي رقم 111 ووقعه الرئيس باراك أوباما في 23 مارس عام 2010. يمثل هذا التعديل جنبًا إلى جنب مع قانون التوفيق بين الرعاية الصحية والتعليم لعام 2010، أهم إصلاحان تنظيميان لنظام الرعاية الصحية في الولايات المتحدة وكذلك توسيع لنطاق التغطية منذ تأسيس ميديكير وميديكيد في عام 1965.
دخلت الأحكام الرئيسية لقانون الرعاية الصحية الأمريكي حيز التنفيذ في عام 2014. انخفضت نسبة السكان غير المؤمن عليهم إلى النصف تقريبًا بحلول عام 2016، بالإضافة إلى 20-24 مليون شخص إضافي مشمول وفق التقديرات. فرض القانون مجموعة من إصلاحات نظام التسليم التي تهدف إلى تقييد تكاليف الرعاية الصحية وتحسين الجودة، وتباطأ معدل الزيادة في الإنفاق العام على الرعاية الصحية بعد أن دخلت حيز التنفيذ، متضمنة أقساط خطط التأمين المعتمد على أصحاب العمل.
لوحظت زيادة في التغطية بسبب توسيع أهلية ميديكيد والتغييرات الحاصلة في أسواق التأمين الفردية، إذ تلقى كلاهما نفقات جديدة ممولة بفضل الضرائب الجديدة والتخفيضات في أسعار مقدمي الرعاية الطبية وميزة الرعاية الطبية. ذكرت العديد من تقارير مكتب الميزانية في الكونغرس أن هذه الأحكام قللت من عجز الميزانية بشكل عام، وأن إلغاء قانون الرعاية الصحية سيسبب زيادة في العجز، وأنه يقلل من عدم المساواة في الدخل عن طريق فرض ضرائب على من هم في قمة قائمة 1% لتوزيع الدخل أولًا لتمويل الأسر في أدنى قائمة 40%، بحوالي 600 دولار من الفوائد كمتوسط.
حافظ القانون إلى حد كبير على الهيكل الحالي لميديكر وميديكيد وسوق أصحاب العمل، ولكنه أصلح الأسواق الفردية بشكل جذري. أُلزمت شركات التأمين بقبول جميع المتقدمين دون فرض رسوم على أساس الظروف الموجودة مسبقًا أو الحالة الديمغرافية (باستثناء العمر). نص القانون على أن يشتري الأفراد التأمين (أو دفع غرامة/ضريبة)، وعلى إلزام شركات التأمين بتغطية قائمة «المستحقات الصحية الأساسية»، لتجنب الاختيار السالب.
واجه قانون الرعاية الصحية معارضة سياسية قوية- قبل التشريع وبعده- ودعوات لإلغائه ومصاعب قانونية. قضت المحكمة العليا في قضية الاتحاد الوطني للأعمال المستقلة ضد سيبيليوس، بأنه يمكن للولايات اختيار عدم المشاركة في توسيع قانون ميديكيد، لكنها أيدت القانون ككل. واجهت بورصة التأمين الصحي الفيدرالية (HealthCare.gov) مشاكل فنية كبيرة في بداية طرحها في عام 2013. وجدت الاستطلاعات بدايةً أن عددًا كبيرًا من الأمريكيين عارضوا القانون، رغم أن أحكامه الفردية أكثر شيوعًا بشكل عام. حصل القانون في عام 2017 على دعم الأغلبية.
ألغى الرئيس دونالد ترامب الغرامات الضريبية الفيدرالية لانتهاك التفويض الفردي من خلال قانون تخفيضات الضرائب والوظائف لعام 2017، وذلك بدءًا من عام 2019. أثار ذلك تساؤلات حول دستورية قانون الرعاية الصحية الأمريكي. أيدت المحكمة العليا قانون الرعاية الصحية للمرة الثالثة في قضية كاليفورنيا ضد تكساس في يونيو 2021.

## الأحكام
عدل قانون الرعاية الصحية الأمريكي من قانون خدمات الصحة العامة لعام 1944، وأدخل أحكامًا بشأن الرعاية الصحية تحت العنوان 42 من قانون الولايات المتحدة. أُصلح سوق التأمين الفردي بشكل جذري، وطُبقت العديد من لوائح القانون تحديدًا على هذا السوق، في حين حوفظ على هيكل ميديكير وميديكيد وسوق أصحاب العمل بشكل كبير. طُبّقت بعض اللوائح على سوق العمل، كما غير القانون في نظام التوصيل مما أثر على معظم نظام الرعاية الصحية.

### لوائح التأمين: السياسات الفردية
واجهت جميع بوليصات التأمين الصحي الطبي الفردية الجديدة التي بيعت للأفراد والعائلات أحكام جديدة. دخلت الأحكام حيز التنفيذ في 1 يناير 2014، وتشمل:
- الإصدار المضمون الذي يمنع شركات التأمين من رفض التغطية للأفراد بسبب الظروف الموجودة مسبقًا.
- الطلب من الولايات أن تضمن التأمين لفرادى الأطفال الذين لم تشملهم التغطية عن طريق أسرهم.
- تصنيف مجتمع جزئي يسمح بتنوع الأقساط حسب العمر والموقع فقط، وبغض النظر عن الظروف الموجودة مسبقًا. لا يمكن أن تزيد أقساط المتقدمين الأكبر سنًا عن ثلاثة أضعاف أقساط الأصغر سنًا.
- توفير الاستحقاقات الصحية الأساسية. تُعرّف الأكاديمية الوطنية للطب «الاستحقاقات الصحية الأساسية» في القانون على أنها «خدمات المرضى الإسعافية، وخدمات الطوارئ، والعلاج في المستشفيات، ورعاية الأمومة والمواليد، وخدمات الصحة النفسية واضطراب تعاطي المخدرات بما في ذلك العلاج الصحي السلوكي، والأدوية الموصوفة، وخدمات التأهيل وإعادة التأهيل والأجهزة المرتبطة بها، والخدمات المخبرية، وخدمات الصحة والوقاية وإدارة الأمراض المزمنة، وخدمات طب الأطفال متضمنة رعاية الصحة الفموية والرؤية» وغير ذلك وفق تصنيف أ وب من قبل فرقة الخدمات الوقائية الأمريكية. يفرض القانون عند تحديد الاستحقاقات الأساسية، أن تقدم الاستحقاقات القياسية في الحد الأدنى تلك الخاصة «بخطة صاحب العمل النموذجية». قد تفرض بعض الولايات خدمات إضافية.
- الرعاية الوقائية وفحوصات النساء. «وافقت إدارة الغذاء والدواء على وسائل منع الحمل وإجراءات التعقيم وتثقيف المريضات وتقديم المشورة لجميع النساء ذوات القدرة على الإنجاب». ينطبق هذا التفويض على جميع أصحاب العمل والمؤسسات التعليمية باستثناء المنظمات الدينية. أُدرجت هذه اللوائح بناء على توصيات الأكاديمية الوطنية للطب.
- منع وضع حدود للتغطية السنوية وتغطية مدى الحياة على الاستحقاقات الأساسية.
- منع شركات التأمين من استبعاد حاملي وثائق التأمين عندما يمرضون.
- أن توفر جميع السياسات حدًا سنويًا أقصى للمدفوعات من الأموال الخاصة من أجل النفقات الطبية للفرد أو العائلة (باستثناء الأقساط). يجب أن تدفع شركة التأمين جميع التكاليف المتبقية، بعد الوصول إلى الحد الأقصى من مدفوعات الأموال الخاصة.
- عدم خضوع الرعاية الوقائية والتطعيمات والفحوصات الطبية للدفع المشترك أو التأمين المشترك أو الخصومات. تشمل الأمثلة المحددة للخدمات المغطاة ما يلي: تصوير الثدي الشعاعي، وتنظير القولون، والزيارات الدورية، وفحص السكري الحملي، واختبار فيروس الورم الحليمي البشري، واستشارات الأمراض المنقولة بالجنس، وفحص فيروس نقص المناعة البشرية وتقديم المشورة، وطرق منع الحمل، ودعم الرضاعة الطبيعية، والتحقق من العنف المنزلي وتقديم المشورة.
- حدد القانون أربعة مستويات للتغطية: البرونزية والفضية والذهبية والبلاتينية. تقدم جميع الفئات الاستحقاقات الصحية الأساسية. تختلف الفئات في تقسيمها لأقساط التأمين والتكاليف المتكبدة على النفقات الخاصة: إذ للخطط البرونزية أقساط شهرية أقل وتكاليف أعلى من النفقات الخاصة، في حين أن للخطط البلاتينية العكس. تشمل النسب المئوية لتكاليف الرعاية الصحية التي من المتوقع أن تغطيها الخطط من خلال الأقساط (على عكس التكاليف من المدفوعة من النفقات الشخصية) وسطيًا: 60% (برونزية)، و70% (فضية)، و80% (ذهبية)، و90% (بلاتينية).
- إجبار شركات التأمين تنفيذ عملية استئناف لتحديد التغطية والمطالبات المتعلقة بجميع الخطط الجديدة.
- إجبار شركات التأمين إنفاق ما لا يقل عن 80-85% من دولارات الأقساط على التكاليف الصحية، وتُصدر حسومات في حالة انتهاك ذلك.

## التاريخ
هدفه أن يوفر تأمين صحي شامل لكل أمريكي بتكاليف منخفضة كما هو عليه الحال في فرنسا على سبيل المثال، وتم إطلاقه  عام 2010، وافقت عليه الحكومة العليا في الولايات المتحدة في 2012، وهو أهم إنجاز من انجازات رئيس الولايات المتحدة باراك أوباما، وهو أول قرار له بعد استلام رئاسة أميركا والاسم المطلق عليه عالمياً هو «أوباما كير» ومعناه هو: الرعاية الصحية وحماية جميع المرضى وبأسعار معقولة.

## معارضته
تهجم دونالد ترامب كثيراً على هذا القانون ووعد أثناء حملته الانتخابية بإلغاءه. وتعذر عليه إلغاؤه خلال تصويت مفترض لمجلس الشيوخ بتاريخ 25 مارس 2017 حيث عارض مشروع إلغاء القانون غالبية الديمقراطيين وعدد من الجمهوريين مما أجبر ترامب على سحب قانون الإلغاء من التصويت ومني بهزيمة سياسية عقب فشله في إلغاء قانون أوباما كير، نجح الحزب الجمهوري، اليوم الخميس، في تمرير مسودة قانون الرعاية الصحية الأميركية عبر مجلس النواب، في أول خطوة لإلغاء قانون الرعاية الصحية المعروف باسم «أوباما كير».
ويمثل ذلك التصويت انتصاراً تشريعياً كبيراً للرئيس دونالد ترامب، الذي تعهد، أثناء حملته الانتخابية، وفي أكثر من مناسبة، بإنهاء قانون «أوباما كير» حال توليه مهام منصبه.
ومن أصل 435 نائباً في مجلس النواب، صوت 217 جمهورياً لصالح مسودة قانون الرعاية الصحية الجديد الذي سيحل محل «أوباما كير»، والأخير كان من أهم البصمات التي تركها الرئيس الأميركي السابق باراك أوباما حتى بات يحمل اسمه في الأوساط الإعلامية.
بينما صوت 213 ضد مشروع القانون، بينهم 20 جمهورياً، وامتناع 5 نواب عن التصويت.
ومن المفترض أن يتوجه مشروع القانون بعد ذلك إلى مجلس الشيوخ؛ الذي إذا أقره فسيذهب بعد ذلك إلى مكتب الرئيس لتوقيعه، مكتسباً بذلك قوة القانون. واحتفل الجمهوريون بتمرير مشروع القانون بصيحات الفرح.
في 17 يونيو 2021، رفضت المحكمة العليا إلغاء قانون الرعاية الصحية الذي سنه الرئيس السابق باراك أوباما والمعروف باسم «أوباما كير».

## أهداف هذا القانون
1. إلزام الضمان الصحي لأغلبية الأمريكيين، وذلك بأسعارٍ قليلة ومنطقية، وخصوصاً لمن ليس لديهم أي تأمين صحي مغطّى من شركة ما.
2. منع شركات الـتأمين من رفض بعض الأشخاص الذين لديهم أمراض طبية سابقة أو معروفة، وأيضاً منعها من رفض عمل تغطيةٍ صحيةٍ للأطفال الذين يعانون من مشاكل صحية خطيرة .
3. إلغاء المنافسة على الصحة، فالصحة ليست سلعة في مفهوم الديمقراطيين أي حزب أوباما.

لقد أيد الحزب الديمقراطي الأمريكي أي حزب أوباما هذا القانون باعتبار أن الصحة ليست سلعة، في حين رفضه الحزب الجمهوري الأمريكي على اعتبار أن الصحة هي سلعة وتخضع لقانون العرض والطلب.